# The Walking Dead (mùa 3)
The Walking Dead (mùa 3) (tạm dịch: Xác sống mùa 3) là phần thứ ba của series phim về đại dịch xác sống The Walking Dead. Mùa phim bắt đầu được phát sóng vào ngày 14 tháng 10 năm 2012 và kết thúc vào ngày 31 tháng 3 năm 2013 trên kênh truyền hình cáp AMC, bao gồm 16 tập phim. Bộ phim được dựa trên tác phẩm truyện tranh cùng tên của Robert Kirkman, Tony Moore và Charlie Adlard, được phát triển bởi một nhóm nhà sản xuất phim bao gồm Kirkman, Glen Mazzara, David Alpert và Gale Anne Hurd trong đó Glen Mazzara đóng vai trò là nhà sản xuất phim truyền hình chính của mùa phim này.
Mùa phim thứ ba được các nhà phê bình đón nhận rất tốt. Nó đã được đề cử cho nhiều giải thưởng và giành được hai giải, trong đó có giải thưởng series phim truyền hình cáp hay nhất của giải thưởng Sao Thổ lần thứ 39.
Nội dung của phần này được dựa trên cốt truyện của các tập từ tập 13 đến tập 38 của bộ truyện tranh và giới thiệu các nhân vật truyện tranh đáng chú ý, bao gồm Michonne (Danai Gurira), Axel (Lew Temple), The Governor (David Morrissey) và Tyreese Williams (Chad L. Coleman). Nó cũng đánh dấu sự trở lại của Merle Dixon (Michael Rooker), anh trai khó tính của Daryl Dixon (Norman Reedus), người đã mất tích trong mùa phim đầu tiên, và cũng có sự trở lại của Morgan Jones (Lennie James), người sống sót đầu tiên mà Rick Grimes (Andrew Lincoln) gặp gỡ và kết bạn, cả hai đã mất liên lạc với nhau trong mùa phim đầu tiên. Như trong truyện tranh, diễn biến mùa phim chủ yếu được đặt trong cả một nhà tù bỏ hoang và một thị trấn còn sự sống ở một nông thôn.
Bối cảnh của mùa phim được lấy móc thời gian là sau 8 tháng kể từ ngày Shane Walsh chết và Nông trại gia đình Greene bị xóa sổ hoàn toàn. Với thế giới hiện tại ngày càng trở nên nguy hiểm hơn và sự dũng cảm đối diện sự thật của Lori Grimes (Sarah Wayne Callies). Mùa phim vẫn tiếp tục câu chuyện của Rick Grimes, người được xem là một lãnh đạo độc tài của nhóm người sống sót trong một thế giới bị nhiễm bởi những thây ma ăn thịt (người đi bộ). Sau khi khám phá một nơi trú ẩn an toàn và đầy tiềm năng, cả nhóm phải nương tựa và sống trong một Nhà tù Liên bang lớn, kiên cố nhưng an ninh nơi đây đang bị đe dọa bởi một cộng đồng gần đó có tên là Woodbury. Cộng đồng này cầm đầu bởi một người đàn ông độc tài khác được gọi là Viên Thống đốc, người mà quan tâm đến Andrea (Laurie Holden) khi cô vẫn còn sống. Sau khi đốt nông trại, bị tách ra và Cô không còn biết gì về tình trạng của nhóm mà chính bản thân Cô đã từng gắn bó.

## Thông tin cơ bản
|     | Tên tập                       | Biên kịch(s)                | Đạo diễn(s)         | Ngày lên sóng | Lượng người xem (Mỹ) |
| --- | ----------------------------- | --------------------------- | ------------------- | ------------- | -------------------- |
| 1.  | "Seed"                        | Glen Mazzara                | Ernest Dickerson    | 14/10/2012    | 10.90 triệu          |
| 2.  | "Sick"                        | Nichole Beattie             | Billy Gierhart      | 21/10/2012    | 9.55 triệu           |
| 3.  | "Walk With Me"                | Evan T. Reilly              | Guy Ferland         | 28/10/2012    | 10.51 triệu          |
| 4.  | "Killer Within"               | Sang Kyu Kim                | Guy Ferland         | 4/11/2012     | 9.27 triệu           |
| 5.  | "Say the Word"                | Angela Kang                 | Greg Nicotero       | 11/11/2012    | 10.37 triệu          |
| 6.  | "Hounded"                     | Scott Gimple                | Dan Attias          | 18/11/2012    | 9.21 triệu           |
| 7.  | "When the Dead Come Knocking" | Frank Renzulli              | Dan Sackheim        | 25/11/2012    | 10.42 triệu          |
| 8.  | "Made to Suffer"              | Robert Kirkman              | Billy Gierhart      | 2/12/2012     | 10.50 triệu          |
| 9.  | "The Suicide King"            | Evan T. Reilly              | Lesli Linka Glatter | 10/2/2013     | 12.26 triệu          |
| 10. | "Home"                        | Nichole Beattie             | Seith Mann          | 17/2/2013     | 11.05 triệu          |
| 11. | "I Ain't a Judas"             | Angela Kang                 | Greg Nicotero       | 24/2/2013     | 11.01 triệu          |
| 12. | "Clear"                       | Scott Gimple                | Tricia Brock        | 3/3/2013      | 11.30 triệu          |
| 13. | "Arrow on the Doorpost"       | Ryan C. Coleman             | David Boyd          | 10/3/2013     | 11.46 triệu          |
| 14. | "Prey"                        | Evan T. Reilly Glen Mazzara | Stefan Schwartz     | 17/3/2013     | 10.84 triệu          |
| 15. | "This Sorrowful Life"         | Scott Gimple                | Greg Nicotero       | 24/3/2013     | 10.99 triệu          |
| 16. | "Welcome to the Tombs"        | Glen Mazzara                | Ernest Dickerson    | 31/3/2013     | 12.40 triệu          |

## Dàn diễn viên
Dưới đây là danh sách các diễn viên tham dự mùa phim này (không bao gồm các diễn viên đóng vai Xác sống).
| - Andrew Lincoln vai Rick Grimes. (tập 15) - Sarah Wayne Callies vai Lori Grimes. (tập 8) - Laurie Holden vai Andrea. (13 episodes) - Norman Reedus vai Daryl Dixon. (tập 13) - Steven Yeun vai Glenn Rhee. (tập 13) - Lauren Cohan vai Maggie Greene. (tập 13) - Chandler Riggs vai Carl Grimes. (tập 14) - Danai Gurira vai Michonne. (tập 15) - Michael Rooker vai Merle Dixon. (tập 11) - David Morrissey vai The Governor. (tập 13) | - Melissa McBride vai Carol Peletier. (tập 12) - Scott Wilson vai Hershel Greene. (tập 13) - IronE Singleton vai T-Dog. (tập 3) - Emily Kinney vai Beth Greene. (tập 13) - Lew Temple vai Axel. (8 Episodes) - Dallas Roberts vai Milton Mamet. (tập 10) - Jose Pablo Cantillo vai Caesar Martinez. (tập 11) - Chad Coleman vai Tyreese Williams. (tập 5) - Sonequa Martin-Green vai Sasha Williams. (tập 5) - Alexa Nikolas vai Haley. (3 Episodes) - Melissa Ponzio vai Karen. (4 Episodes) - Donzaleigh Abernathy vai Dr. Stevens. (tập 2) - Julio Cesar Cedillo vai Lieutenant Welles. (2 Episodes) - Jon Bernthal vai Shane Walsh. - Lennie James vai Morgan Jones. - Emma Bell vai Amy - Jeryl Prescott Sales vai Jacqui - Andrew Rothenberg vai Jim | - Nick Gomez vai Tomas. - Vincent Ward vai Oscar. - Markice Moore vai Andrew. - Theodus Crane vai Big Tiny. - Troy Faruk vai Sean. - Mike Mayhall vai Franklin. - Lawrence Kao vai Tim. - Travis Love vai Shumpert. - Arthur Bridgers vai Crowley. - Lindsay Abernathy vai Rowan. - Gary Weeks vai Brady. - Dwayne Boyd vai National Guardsman. - Dave Davis vai Gargulio. - Peter Kulas vai Michael Coleman. - Alex Van vai The Hermit. - Daniel Thomas May vai Allen. - Cherie Dvorak vai Donna. - Tyler Chase vai Ben. - Russell Towery vai Woodbury Guard. - E. Roger Mitchell vai Paul. - Andy Glen vai Mexican Boy. - Karenlie Riddering vai Mexican Woman. - Al Vicente vai Mexican Man. - Parker Wierling vai Noah. - Russ Comegys vai Hitchhiker. - Dango Nguyen vai Mean Guard. - Tanner Holland vai Jody. |

## Sản xuất
AMC xác nhận The Walking Dead sẽ được ra mắt mùa phim thứ ba vào ngày 25 tháng 10 năm 2011 khi hai mùa phim trước ra mắt đã phá kỷ lục xếp hạng phim truyền hình cáp được xem nhiều nhất đối với nhóm tuổi từ 18-49. Vào ngày 14 tháng 1 năm 2012, AMC đã thông báo rằng mùa phim thứ ba sẽ có 16 tập.
Mùa phim bắt đầu được quay vào tháng 5 năm 2012 tại hạt Coweta County, Georgia, với thành phố Senoia được sử dụng làm địa điểm quay phim cho thị trấn Woodbury. Ernest Dickerson được chỉ định làm đạo diễn cho tập phim đầu tiên của mùa phim. Greg Nicotero là nhà sản xuất cũng như nhà điều hành của bộ phim, cũng là nghệ sĩ trang điểm đặc biệt trong bộ phim. Ông cũng làm đạo diễn tập thứ năm của mùa phim thứ ba. Bên cạnh đó, ông còn đóng vai một zombie trong tập phim có tên gọi "The Suicide King". Tháng 11 năm 2012, Glen Mazzara thông báo rằng Ernest Dickerson sẽ làm đạo diễn tập cuối của mùa phim.
Sau khi kết thúc mùa phim thứ ba, Mazzara đã từ chức vị trí dẫn chương trình và nhà điều hành sản xuất cho loạt phim trong một thỏa thuận chung của cả Mazzara và AMC.

## Đánh giá
Mùa thứ phim ba của The Walking Dead đã nhận được những đánh giá tích cực từ các nhà phê bình. Trên Metacritic, mùa phim nắm giữ một số điểm tích cực 82/100 dựa vào 19 nhà phê bình. Trên Rotten Tomatoes, mùa phim đạt xếp hạng trung bình là 8.12/10 dựa vào 30 đánh giá và điểm trung bình là 85%.